# بیسبال در المپیک تابستانی ۱۹۵۶
بیسبال در بازی‌های المپیک تابستانی ۱۹۵۶ نام رویداد ورزش بیسبال در بازی‌های المپیک تابستانی بود که در سال ۱۹۵۶ برگزار شد.